# Theehuis Wilhelminapark
Het Theehuis in het Utrechtse Wilhelminapark is een uit omstreeks 1925 daterend paviljoen dat gewaardeerd is als rijksmonument.

## Geschiedenis
Nadat het Wilhelminapark eind 19e eeuw werd aangelegd, liet de gemeente Utrecht rond 1911 op initiatief van de lokale afdeling van de Volksbond tegen Drankmisbruik een houten paviljoen bouwen aan de vijver in het park. Het gebouw, onder de noemer het Melkhuis, is omstreeks 1925 vervangen door het Theehuis dat wat westelijker in het park kwam te liggen. Het ontwerp voor het theehuis van de bond was afkomstig van de gemeentelijk architect G. van der Gaast. Kort daarvoor had hij in Rhijnauwen een soortgelijk gebouw ontworpen.
Het paviljoen ligt middenin het park. Aan de ene kant is het gelegen aan de vijver en aan de andere kant aan 't Loolaantje; een pad dat het park doorsnijdt. Het is een langwerpig gebouw dat is uitgevoerd in de Engelse landhuisstijl met elementen uit de Amsterdamse School. In het midden is het verhoogd met een verdieping. Het dak is rietgedekt en heeft pannen in de nok. In de gevels bevinden zich grote raampartijen waarbij verder gepotdekselde delen en baksteen zijn gebruikt. De keramist W.C. Brouwer voorzag het interieur onder meer van tegeltableaus met diermotieven.
In de loop der tijd is het paviljoen verbouwd. Zo is bij een verbouwing in 1931 de verdieping ingericht tot beheerderswoning. Het paviljoen is gaandeweg in particulier bezit gekomen en het huidige gebruik is als restaurant.